# SoftBank 009Z
STAR7 SoftBank 009Z（スターセブン ソフトバンク ゼロゼロキュウズィー）はZTEによって開発された、ソフトバンクモバイルの第3世代移動通信システム（SoftBank 3G）端末である。SoftBank スマートフォンシリーズのひとつ。OSはAndroid 2.3を搭載している。

## 概要
宇宙をテーマにしたスマートフォンで、金星、地球、月、火星、木星、土星、海王星の7つをイメージしたカラーバリエーションを取りそろえている。

機能面ではIPX7相当の防水・IP5X相当の防塵性能を実現しているほか、ワンセグにも対応している。ただし、おサイフケータイ・赤外線通信には非対応である。

なお、初回出荷分にはソフトバンクモバイルのマスコットキャラクターであるお父さん犬の特製ストラップが付属されている。
前作、SoftBank 008Z同様、ショップ店で、有償にてSIMロック解除が可能な端末となっている。

### プリインストールアプリケーション
- mixi
- Twitter
- SoftBankメール
- スグデコ！
- Gガイド番組表
- Ustream
- 災害用伝言板
- 着信拒否
- アラーム
- カバコレ
- コミックLIFE
- ストップウォッチ
- スマセレ
- タスク管理
- 使い方ガイド
- 電波チェッカー
- とくするライフ
- ブック
- ムービーLIFE
- レコチョク
- 音楽・動画
- 乗換案内
- 世界時間
- ＠アプリ
- Virus Scan
- Wi-Fiスポット設定

## その他機能
| 主な対応サービス                                                     | 主な対応サービス   | 主な対応サービス                               | 主な対応サービス                              |
| -------------------------------------------------------------------- | ------------------ | ---------------------------------------------- | --------------------------------------------- |
| タッチパネル                                                         | WVGA液晶 3.8インチ | フルブラウザ                                   | 3G ハイスピード 14.4Mbps(受信)/5.76Mbps(送信) |
| Android 2.3.4                                                        | Flash 10.3         | WiFi                                           | GPS                                           |
| 503万画素カメラ                                                      | ワンセグ           | デジタルオーディオプレーヤー(AAC)(WMA)         | おサイフケータイ                              |
| Bluetooth（Ver.2／SPP、A2DP、AVRCP、HFP、OPP、HSP、HID、PBAP、DUNP） | 赤外線通信         | メロディ・着信メロディ 128和音 ※MA-7／SMAF対応 | 防水                                          |

## 不具合
充電しながら使うと電源が勝手に落ちる